# Europawahl in Belgien 2014
Die Europawahl in Belgien 2014 fand im Rahmen der EU-weiten Europawahl 2014 am 25. Mai 2014 statt. Gemäß einer Verfassungsreform wurde am selben Tag die Parlamentswahl in Belgien 2014 durchgeführt. In Belgien wurden 21 der 751 Mitglieder des Europaparlaments gewählt, damit einer weniger als bei der letzten Wahl 2009.
Gewählt wurde in drei Wahlbereichen: Das niederländischsprachige Wahlgremium wählte zwölf Abgeordnete, das französischsprachige Wahlgremium acht Abgeordnete und das deutschsprachige Wahlgremium einen Abgeordneten. In den Wahlbereichen wurde nach den Grundsätzen der Verhältniswahl ohne Sperrklausel gewählt. Es gab eine Wahlpflicht.

## Ausgangslage
| Wahlgremium              | Christdemokraten | Christdemokraten | Liberale | Liberale | Sozialdemokraten | Sozialdemokraten | Rechtspopulisten | Rechtspopulisten | Grüne     | Grüne     | Separatisten | Separatisten | Rechtsliberale | Rechtsliberale |
| ------------------------ | ---------------- | ---------------- | -------- | -------- | ---------------- | ---------------- | ---------------- | ---------------- | --------- | --------- | ------------ | ------------ | -------------- | -------------- |
| niederländischsprachiges | CD&V             | 3                | Open VLD | 3        | sp.a             | 2                | VB               | 2                | Groen     | 1         | N-VA         | 1            | LDD            | 1              |
| französischsprachiges    | cdH              | 1                | MR       | 2        | PS               | 3                |                  |                  | Ecolo     | 2         |              |              |                |                |
| deutschsprachiges        | CSP              | 1                |          |          |                  |                  |                  |                  |           |           |              |              |                |                |
| EP-Fraktion              | EVP              | EVP              | ALDE     | ALDE     | S&D              | S&D              | fraktionslos     | fraktionslos     | Grüne/EFA | Grüne/EFA | Grüne/EFA    | Grüne/EFA    | ECR            | ECR            |
| Europapartei             | EVP              | EVP              | ALDE     | ALDE     | SPE              | SPE              | EAF              | EAF              | EGP       | EGP       | EFA          | EFA          | AECR           | AECR           |

## Wahlwerbende Parteien

### Niederländischsprachiges Wahlgremium
Im niederländischsprachigen Wahlgremium wurden zwölf Sitze vergeben. Es traten sieben Parteien an:
- Christen-Democratisch en Vlaams (CD&V)
- Flämische Liberale und Demokraten (Open VLD)
- Socialistische Partij Anders (sp.a)
- Vlaams Belang (VB)
- Groen (Groen)
- Nieuw-Vlaamse Alliantie (N-VA)
- Partij van de Arbeid (PVDA+)

### Französischsprachiges Wahlgremium
Im französischsprachigen Wahlgremium wurden acht Sitze vergeben. Es traten zwölf Parteien an:
- Centre Démocrate Humaniste (cdH)
- Mouvement Réformateur (MR)
- Parti Socialiste (PS)
- Ecolo
- Fédéralistes démocrates francophones (FDF)
- Parti du Travail de Belgique-Gauche d’ouverture! (PTB-GO!)
- Parti Populaire
- Stand up for the United States of Europe (Stand Up USE)
- Mouvement de Gauche (MG)
- Coopérative politique VEGA (VEGA)
- La Droite
- Debout Les Belges

### Deutschsprachiges Wahlgremium
Im deutschsprachigen Wahlgremium wurde ein Sitz vergeben. Es traten sechs Parteien an:
- Christlich Soziale Partei (CSP)
- ProDG
- Partei für Freiheit und Fortschritt (PFF)
- Sozialistische Partei (SP)
- Ecolo
- Vivant

## Amtliches Endergebnis
|                   | 2014      | 2014   | 2009      | 2009   | Differenz 2014−2009 | Differenz 2014−2009 |
| Anzahl            | %         | Anzahl | %         | Anzahl | %                   |                     |
| ----------------- | --------- | ------ | --------- | ------ | ------------------- | ------------------- |
| Wahlberechtigte   | 7.948.854 | 100,0  | 7.760.436 | 100,0  | +188.418            |                     |
| Wahlbeteiligung   | 7.125.161 | 89,64  | 7.014.415 | 90,39  | +110.746            | −0,75               |
| Ungültige Stimmen | 434.450   | 6,10   | 442.613   | 6,31   | −8.163              | −0,21               |
| Gültige Stimmen   | 6.690.711 |        | 6.571.802 |        | +118.909            |                     |

| Partei/Organisation                                   | EP-Fraktion | Stimmen 2014            | Stimmen 2014     | Sitze 2014 | Stimmen 2009          | Stimmen 2009     | Sitze 2009 | Differenz 2014−2009       | Differenz 2014−2009 | Differenz 2014−2009 |
| Partei/Organisation                                   | EP-Fraktion | Anzahl                  | %                | Sitze 2014 | Anzahl                | %                | Sitze 2009 | Stimmen                   | %                   | Sitze               |
| ----------------------------------------------------- | ----------- | ----------------------- | ---------------- | ---------- | --------------------- | ---------------- | ---------- | ------------------------- | ------------------- | ------------------- |
| N-VA                                                  | ECR         | 1.123.355               | 16,70            | 4          | 402.545               | 6,13             | 1          | +720.810                  | +10,57              | +3                  |
| Open VLD                                              | ALDE        | 859.099                 | 12,84            | 3          | 837.884               | 12,75            | 3          | +21.215                   | +0,09               | ±0                  |
| CD&V                                                  | EVP         | 840.783                 | 12,57            | 2          | 948.123               | 14,43            | 3          | −107.340                  | −1,86               | −1                  |
| PS-SP PS SP                                           | S&D         | 720.480 714.645 5.835   | 10,77 10,68 0,09 | 3 0        | 720.605 714.947 5.658 | 10,97 10,88 0,09 | 3 0        | −125 −302 +177            | −0,20 ±0            | ±0                  |
| MR                                                    | ALDE        | 661.332                 | 9,88             | 3          | 640.092               | 9,74             | 2          | +21.240                   | +0,14               | +1                  |
| sp.a                                                  | S&D         | 555.348                 | 8,30             | 1          | 539.393               | 8,21             | 2          | +15.955                   | +0,09               | −1                  |
| Groen                                                 | Grüne/EFA   | 447.391                 | 6,69             | 1          | 322.149               | 4,90             | 1          | +125.242                  | +1,78               | ±0                  |
| Ecolo Französische Sprachgruppe Deutsche Sprachgruppe | Grüne/EFA   | 291.625 285.196 6.429   | 4,36 4,26 0,10   | 1 0        | 586.106 562.081 6.025 | 8,64 8,55 0,09   | 2 0        | −276.481 −276.885 +404    | −4,28 −4,29 +0,01   | −1 0                |
| VB                                                    |             | 284.856                 | 4,26             | 1          | 647.170               | 9,85             | 2          | −362.314                  | −5,59               | −1                  |
| cdH                                                   | EVP         | 277.246                 | 4,14             | 1          | 327.824               | 4,99             | 1          | −50.586                   | −0,84               | ±0                  |
| PTB-GO!/PVDA+ PTB-GO! PVDA+                           |             | 235.048 133.811 101.237 | 3,51 2,00 1,51   |            | 68.540 28.483 40.057  | 1,04 0,43 0,61   |            | +166.508 +105.328 +61.180 | +2,47 +1,57 +0,90   |                     |
| PP                                                    |             | 145.909                 | 2,18             |            | -                     | -                |            | -                         | -                   |                     |
| FDF                                                   |             | 82.540                  | 1,23             |            | -                     | -                |            | -                         | -                   |                     |
| Debout Les Belges!                                    |             | 72.671                  | 1,09             |            | -                     | -                |            | -                         | -                   |                     |
| La Droite                                             |             | 38.813                  | 0,58             |            | -                     | -                |            | -                         | -                   |                     |
| VEGA                                                  |             | 15.208                  | 0,23             |            | -                     | -                |            | -                         | -                   |                     |
| CSP                                                   | EVP         | 11.710                  | 0,18             | 1          | 12.475                | 0,19             | 1          | −765                      | −0,01               | ±0                  |
| Stand Up USE                                          |             | 7.970                   | 0,12             |            | -                     | -                |            | -                         | -                   |                     |
| PFF                                                   |             | 6.197                   | 0,09             |            | 7.878                 | 0,12             |            | −1.681                    | −0,03               |                     |
| ProDG                                                 |             | 5.106                   | 0,08             |            | 3.897                 | 0,06             |            | +1.209                    | +0,02               |                     |
| MG                                                    |             | 4.705                   | 0,07             |            | -                     | -                |            | -                         | -                   |                     |
| Vivant                                                |             | 3.319                   | 0,05             |            | 2.417                 | 0,04             |            | +902                      | +0,01               |                     |
| LDD                                                   |             | -                       | -                |            | 296.699               | 4,51             | 1          | −296.699                  | −4,51               | −1                  |

### Nach Sprachgruppe
| Europawahl in Belgien 2014Niederländische Sprachgruppe %3020100 26,6720,4019,9613,1810,626,762,40keine N-VAOpen VLDCD&Vsp.aGroenVBPVDASonst.Gewinne und Verlusteim Vergleich zu 2009 %p 18 16 14 12 10 8 6 4 2 0 −2 −4 −6 −8−10+16,79−0,16−3,30−0,05+2,72−9,12+1,42−8,31N-VAOpen VLDCD&Vsp.aGroenVBPVDASonst. | Europawahl in Belgien 2014Französische Sprachgruppe %3020100 29,2927,1011,6911,365,985,483,385,71 PSMREcolocdhPPPTB-GO!FDFSonst.Gewinne und Verlusteim Vergleich zu 2009 %p 6 4 2 0 −2 −4 −6 −8−10−12+0,19+1,05−11,19−1,98+5,98+4,32+3,38−2,93PSMREcolocdhPPPTB-GO!FDFSonst. | Europawahl in Belgien 2014Deutsche Sprachgruppe %403020100 30,3416,6616,0615,1213,238,60 CSPEcoloPFFSPProDGVivantGewinne und Verlusteim Vergleich zu 2009 %p 4 2 0 −2 −4 −6−1,91+1,08−4,31+0,49+3,16+2,35CSPEcoloPFFSPProDGVivant |